# Rejon nożaj-jurtowski
Rejon nożaj-jurtowski (ros. Ножа́й-Ю́ртовский райо́н, Nożaj-Jurtowskij rajon, czecz. Нажи-Йуьртан кӀошт / Naƶin̡-Yürtan̡ rayon) – jeden z 15 rejonów w Czeczenii, znajdujący się we wschodniej części kraju. W 2002 roku rejon zamieszkiwało 45 000 osób. Stolicą rejonu jest wieś Nożaj-Jurt.